# 伊丹市立有岡小学校
伊丹市立有岡小学校（いたみしりつ ありおかしょうがっこう）は、兵庫県伊丹市伊丹に所在する公立小学校。

## 沿革
- 1969年（昭和44年）4月1日 - 開校。

## 通学区域
- 天津、伊丹1丁目～8丁目、東有岡、藤ノ木1丁目、南町3丁目、4丁目8番、南本町1丁目、2丁目、3丁目1番1号～7号、24号、3番、4番、4丁目3番、4番、5丁目3番、4番、6丁目3番、4番、7丁目2番、3番[1]

※卒業後は基本的に伊丹市立北中学校若しくは伊丹市立南中学校に進学する。

## 通学区域が隣接している学校
- 伊丹市立南小学校
- 伊丹市立伊丹小学校
- 伊丹市立神津小学校
- 尼崎市立園田北小学校